# Похорон дитини (картина Едельфельта)
«Похорон дитини» (фін. Lapsen ruumissaatto, швед. Ett barns likfärd)— картина фінського художника Альберта Едельфельта, написана у 1879 році. Вважається першим фінським твором мистецтва, написаним здебільшого на пленері. 
Едельфельт написав цю картину для виставки на Паризькому салоні, де у 1880 році вона здобула медаль третього класу; це був перший раз, коли твір фінського художника був так високо оцінений на цьому заході.
Зараз полотно входить до колекції музею мистецтв Атенеум у Гельсінкі, де виставляється з 1907 року.

## Сюжет
На тлі спокійного пейзажу картини шестеро осіб везуть на човні по тихих блакитних морських водах труну з тілом дитини, щоб поховати її. Всі зображені на картині люди засмучені смертю дитини і вдягнені у святкові вбрання: у чоловіків білі сорочки, чорні жилети й капелюхи, а у молодих жінок — білі хустки та фартухи. Старша жінка повністю вдягнута в чорне, а посеред човна сидить маленька рожевощока дівчинка у синьому вбранні. Погожий літній день та люди, що спокійно сидять у човні, надають полотну поважної, урочистої та тихої атмосфери.

## Історія
Едельфельт створив це полотно на пленері у садибі неподалік міста Порвоо, яку орендувала для нього його мати. Художник намагався повністю написати картину максимально реалістичним способом, адже почав захоплюватися пленером вже наприкінці 1870-х рр. Цікавим фактом є те, що ще на початку 1870-х рр. він вирушив на навчання за кордон, щоб навчитися писати історичні полотна.
Едельфельт прожив у Порвоо все своє життя і у 1883 році збудував майстерню, у якій зараз знаходиться ательє-музей Альберта Едельфельта.